# Нікель-Палм 4
Нікель-Палм 4 (англ. Nickel Palm 4) — індіанська резервація в Канаді, у провінції Британська Колумбія, у межах регіонального округу Томпсон-Нікола.

## Населення
За даними перепису 2016 року, індіанська резервація нараховувала 5 осіб, показавши скорочення на 50,0%, порівняно з 2011-м роком. Середня густина населення становила 8,2 осіб/км².

## Клімат
Середня річна температура становить 8,1°C, середня максимальна – 22,4°C, а середня мінімальна – -9,8°C. Середня річна кількість опадів – 416 мм.
| Клімат поселення                              | Клімат поселення | Клімат поселення | Клімат поселення | Клімат поселення | Клімат поселення | Клімат поселення | Клімат поселення | Клімат поселення | Клімат поселення | Клімат поселення | Клімат поселення | Клімат поселення | Клімат поселення |
| Показник                                      | Січ.             | Лют.             | Бер.             | Квіт.            | Трав.            | Черв.            | Лип.             | Серп.            | Вер.             | Жовт.            | Лист.            | Груд.            |                  |
| Середній максимум, °C                         | 3,32             | 6,40             | 10,59            | 14,43            | 18,76            | 22,36            | 21,93            | 21,87            | 17,41            | 11,58            | 5,27             | 1,02             |                  |
| Середня температура, °C                       | −3,26            | −0,17            | 4,03             | 7,87             | 12,18            | 15,78            | 18,81            | 18,74            | 14,29            | 8,45             | 2,16             | −2,08            |                  |
| Середній мінімум, °C                          | −9,82            | −6,74            | −2,56            | 1,30             | 5,61             | 9,21             | 15,69            | 15,62            | 11,18            | 5,32             | −0,96            | −5,22            |                  |
| Норма опадів, мм                              | 50               | 30               | 26               | 21               | 28               | 31               | 30               | 26               | 25               | 38               | 55               | 56               |                  |
| Середньомісячна швидкість вітру, м/с          | 2.10             | 2.12             | 2.42             | 2.70             | 2.50             | 2.39             | 2.21             | 2.01             | 1.83             | 2.02             | 2.11             | 2.10             |                  |
| Середньомісячна сонячна радіація, кДж/м²·день | 3210             | 6402             | 10790            | 15808            | 19427            | 21007            | 21892            | 18736            | 13222            | 7362             | 3555             | 2513             |                  |
| --------------------------------------------- | ---------------- | ---------------- | ---------------- | ---------------- | ---------------- | ---------------- | ---------------- | ---------------- | ---------------- | ---------------- | ---------------- | ---------------- | ---------------- |
| Джерело:                                      |                  |                  |                  |                  |                  |                  |                  |                  |                  |                  |                  |                  |                  |